# Erika Campesi
Erika Campesi (Olbia, 7 agosto 1993) è una giocatrice di calcio a 5 ed ex calciatrice italiana, di ruolo, nel calcio a 11, centrocampista o attaccante..

## Carriera
Arrivata all'età massima per giocare con i maschietti Erika Campesi si tessera con l'Olbia, società che la inserisce in una rosa di sole ragazze facendola esordire in Serie A2, l'allora secondo livello del campionato italiano femminile di calcio, alla prima partita della stagione 2007-2008, nell'incontro pareggiato per 2-2 con il Venezia 1984. Con l'Olbia gioca quattro stagioni, le prime due (Girone A) contribuendo a raggiungere il nono posto e la conseguente salvezza, la terza (Girone B) classificandosi all'undicesimo posto che le varrà la retrocessione, e la quarta sempre in A2 per il ripescaggio della società a completamento organico, conclusasi con la salvezza e il 10º posto, congedandosi dalla società con 77 presenze e 7 reti realizzate in campionato.
Durante il calciomercato estivo 2011 trova un accordo con il Caprera il quale, iscritto nel Girone A, affronta la sua precedente squadra per la stagione 2011-2012. Il campionato, diventato a 14 squadre, si rivela estremamente ostico per il Caprera che non riesce a essere competitivo navigando sempre nella parte bassa della classifica, concludendo al quattordicesimo e ultimo posto con 13 punti segnati che le valgono la retrocessione. Campesi decide di non rinnovare il contratto lasciando la società con un tabellino personale di 3 reti siglate su 26 presenze.
Nel successivo calciomercato estivo coglie l'opportunità fornitele dalla Torres per giocare, in Serie A, nella stagione 2012-2013, dove fa il suo debutto il 20 ottobre 2012, alla 5ª giornata di campionato, nell'incontro con cui la Torres si impone per 6-0 sulle umbre del Grifo Perugia. Con la maglia rossoblu della società sassarese Campesi ottiene i suoi maggiori risultati, vincendo il suo primo scudetto al termine del campionato, ottenendo anche la Supercoppa di categoria per due edizioni consecutive, nelle edizioni 2012 e 2013. Oltre al successo di Supercoppa, la successiva stagione 2013-2014 vedrà la Torres giungere 2ª in campionato e in finale di Coppa Italia. Campesi finisce la sua avventura nella Torres a fine campionato, congedandosi dalla società con 15 presenze totali.
Nel calciomercato estivo 2015 decide di affrontare la sua prima avventura internazionale sottoscrivendo un contratto con il West Ham per giocare in FA Women's Premier League Southern Division, terzo livello del campionato inglese femminile di calcio. Nel corso del campionato va a segno su calcio di rigore durante la FA Women's Cup.
Nell'agosto 2016 ha lasciato il West Ham per tornare a giocare nella Serie A, vestendo la maglia della neopromossa L.F. Jesina.
Dopo una stagione al San Zaccaria, nell'estate 2018 passa al Verona, rimanendo in Serie A. Ha concluso la sua avventura a Verona con due sole presenze in campionato e, a metà dicembre 2018, ha rescisso il contratto con la società scaligera per tornare a giocare in Sardegna dopo più di quattro anni, accordandosi con la Torres, partecipante al girone C della Serie C.
A novembre del 2020 decide di intraprendere una nuova esperienza impegnandosi così con la società Asd Arzachena 2015 che milita in Serie A2,campionato nazionale di futsal.

## Palmarès
- Campionato italiano: 1

Torres: 2012-2013
- Supercoppa italiana: 2

Torres: 2012, 2013